# Brenneckenbrück
Brenneckenbrück ist ein Ortsteil der Gemeinde Müden (Aller) (Samtgemeinde Meinersen) im niedersächsischen Landkreis Gifhorn. Dieser wird mit Brenneckenbrück links der Aller bezeichnet, während Brenneckenbrück rechts der Aller zur Stadt Gifhorn gehört.

## Geografie und Verkehrsanbindung
Der Ort liegt südöstlich des Kernortes Müden in der Mitte zwischen den Kernorten Meinersen im Westen und Gifhorn im Osten direkt an der Aller, die hier von der Bundesstraße 188 Gardelegen–Burgdorf gekreuzt wird. Westlich fließt die Oker, die in Müden in die Aller mündet. Nächster Nachbarort ist Neubokel.
Südlich von Brenneckenbrück mündet der Allerkanal in die Aller, beide begrenzen das Naturschutzgebiet „Fahle Heide, Gifhorner Heide“ bei Winkel, zu dem auch die westlich des Kanals gelegenen Eimerwiesen gehören. Diese werden von einem alten Flussmäander begrenzt, der den Wittesmoorgraben aufnimmt.

## Geschichte
Früher wurde der Ort Bettekenrode und bis in das 17. Jahrhundert auch Betekenrode genannt. Schon im Mittelalter war hier ein Flussübergang über die Aller; eine Brücke ist für 1265 belegt. In dieser Zeit waren die reichsfreien Edelherren von Meinersen in Bettekenrode begütert. Alle Rechte an Gewässern und Fischerei (in der Aller), zum Hof in Bettekenrode gehörig, war ein Lehen der Edelherren an die Brüder Wedekind und Bertold von Leiferde. Diese verzichten 1265 auf ihre Rechte und verkaufen und übertragen sie an das Kloster Riddagshausen. Eine Wiese bei der Brückenstätte (situm iuxta locum pontis), ein Lehen der Edelherren an Hermann und Dietrich Staggen, wurde von den beiden 1265 auch an das Kloster verkauft und übertragen.
Zu Brenneckenbrück gehört das Gut Brenneckenbrück, es befindet sich in der Gemarkung Ettenbüttel. Der älteste erhaltene Beleg über Brenneckenbrück ist eine Urkunde aus dem Jahre 1315, mit der Ritter Baldewin von Wenden damals die Höfe Bethekenrode (Brenneckenbrück) und Gelide (Gilde) dem Kloster Riddagshausen übereignet hat. Die heutigen Gutsgebäude wurden auf Basis alter Bausubstanz in der ersten Hälfte des 20. Jahrhunderts errichtet. Zu Brenneckenbrück rechts der Aller und somit auf dem Gebiet der Stadt Gifhorn gelegen, gehört der privat betriebene Campingplatz Wiesengrund.